# Freie Wahl (1648)
Die Freie Wahl von 1648 war die insgesamt fünfte ihrer Art zur Bestimmung des Königs und Großfürsten der Königlichen Republik der polnischen Krone und des Großfürstentums Litauen durch den Adel in seiner Gesamtheit. Sie fand vom 6. Oktober bis zum 17. November 1648 statt. Der neue König von Polen und Großfürst von Litauen wurde infolgedessen Johann II. Kasimir, jüngerer Bruder des vorherigen Herrschers Władysław IV. Wasa, der am 20. Mai 1648 gestorben war.

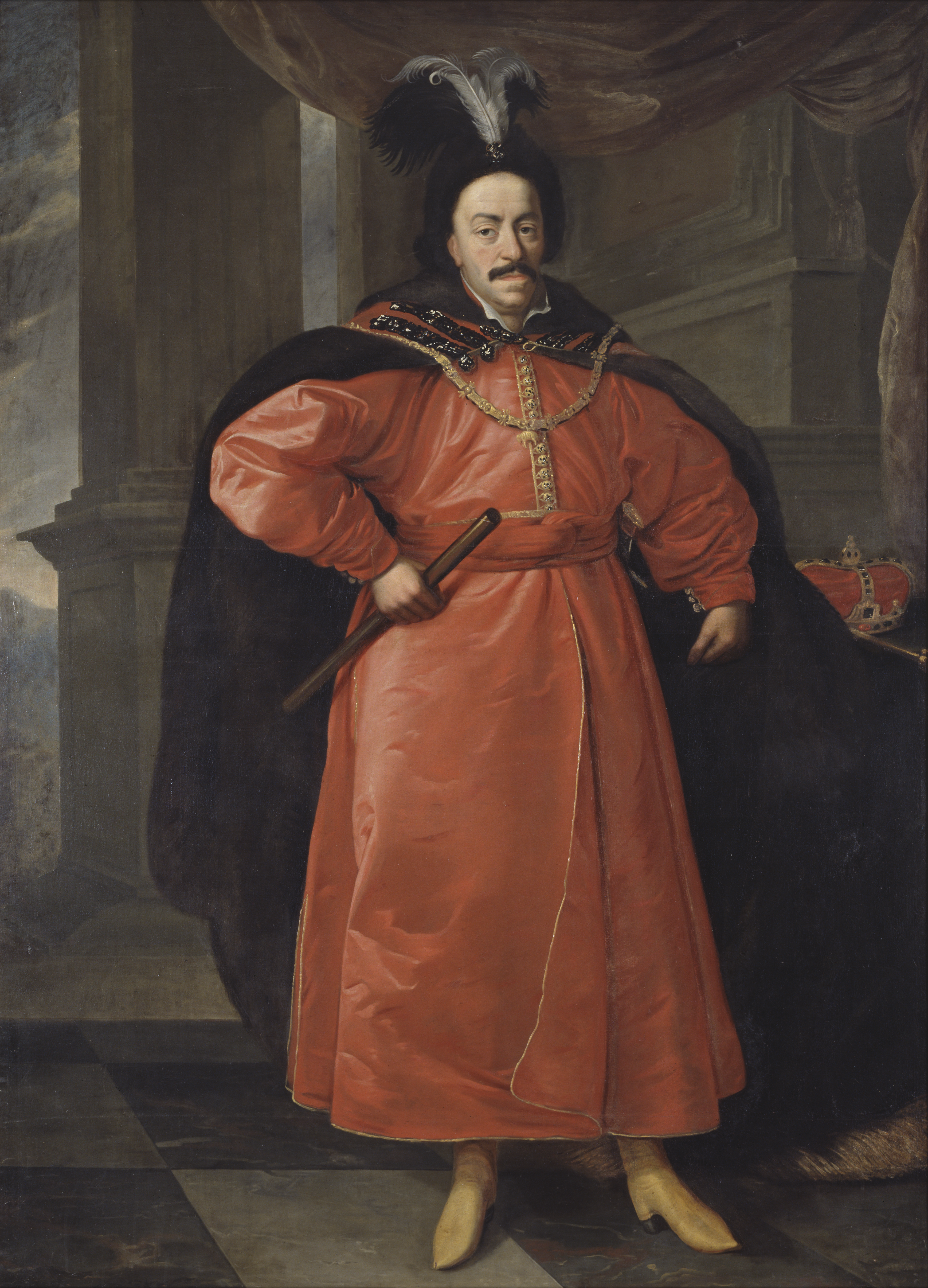
Johann II. Kasimir, gemalt von Daniel Schultz

## Hintergrund
Der Tod des Königs Władysław IV. Wasa in Merkinė war für das Großherzogtum von Litauen wenig überraschend, da dieser im Alter von 52 Jahren an Gicht und Nierenversagen litt. Władysław IV. Wasa starb zu Beginn des Chmelnyzkyj-Aufstandes, welcher den südöstlichen Teil des Landes verwüstete. Gemäß dem allgemeinen Gesetz wurde Polen-Litauen von einem Interrex, dem Primas Maciej Łubieński geführt. Infolge von Lubienskis Gesundheitsproblemen übernahm der Staatsmann Jerzy Ossoliński de facto seine Position als Interrex.

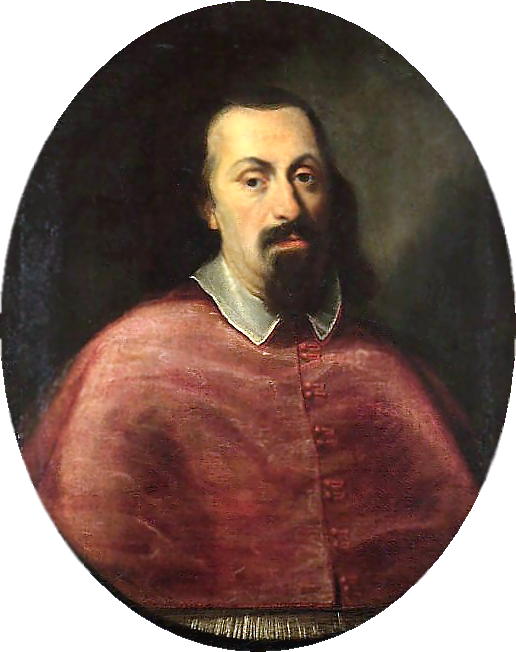
Karl Ferdinand Wasa, gemalt von Daniel Schultz

Die Freie Wahl 1648 war zu einem hohen Grad durch den anhaltenden Konflikt in den ukrainischen Provinzen von Polen beeinflusst worden. Während der Wahl entstanden zwei gegnerischen Fraktionen:
- Die Friedensfraktion, angeführt durch Jerzy Ossoliński und dem Starost von Kiew Adam Kisiel. Diese unterstützten die Kandidatur von Johann II. Kasimir,
- Die Kriegsfraktion, angeführt durch Jeremi Wiśniowiecki und Aleksander Koniecpolski. Dieses Lager unterstützte Johann Kasimirs Bruder, den Fürstbischof von Breslau, Karl Ferdinand Wasa.

Abseits der Wasa-Dynastie befürwortete der protestantische Adel Sigismund II. Rákóczi, Sohn des Fürsten von Siebenbürgen Georg I. Rákóczi. Neben den orthodoxen Christen favorisierte ihn auch Bohdan Chmelnyzkyj.

## Sejm-Versammlung
Die Sejm-Versammlung wurde am 16. Juli 1648 in Warschau einberufen und tagte bis zum 1. August des gleichen Jahres. Die Kriegsfraktion beschuldigte den verstorbenen König Władysław Wasa und Jerzy Ossoliński wegen des Ausbruchs eines Aufstandes in der polnischen Ukraine. Auf Ersuchen von Ossolinski bildete der Sejm eine Konföderation, um Verhandlungen mit Chmelnyzkyj zu beginnen und die Allianz zwischen den Saporoger Kosaken und Krimtataren zu zerstören.

## Wahl
Die Wahl begann am 6. Oktober 1648 und wurde im Schatten einer desaströsen polnischen Niederlage in der Schlacht bei Piławce abgehalten. Die polnischen Truppen wurden von Władysław Dominik Zasławski, Mikołaj Ostroróg und Aleksander Koniecpolski kommandiert. Alle drei unterstützten Karl Ferdinand Wasa, jedoch war das Ergebnis der Wahl ungewiss.
Da beide Kandidaten viel Zuspruch bei den Wählern genossen, bestand die Gefahr einer Doppelwahl, ähnlich der im Jahr 1587. Die Lage änderte sich auch nicht, nachdem die Witwe des verstorbenen Königs, Luisa Maria Gonzaga, sich für Johann Kasimir aussprach. Außerdem wurde er durch das Königreich Frankreich, Schweden und die Herrschaftsgebiete Brandenburg-Preußen unterstützt.
Das Patt endete, als Rákóczi nach dem Tod seines Vaters am 11. Oktober 1648 einen Rückzieher machte. Der Hetman Janusz Radziwiłł, welcher anfangs Rakoczi unterstützte, sprach sich danach für Johann Kasimir aus. Chmelnyzkyj, selbst ein polnischer Staatsbürger, der zur gleichen Zeit die Belagerung der Festung Zamość kommandierte, schrieb einen Brief nach Warschau, in dem er seine Unterstützung für Johann Kasimir bekannt gab. Chmelnyzkyjs Brief wurde von den Wählern begrüßt, die auf einen Waffenstillstand mit den Kosaken gehofft hatten.
Karl Ferdinand Wasa war sich bewusst, dass die Situation im Staatenbund schwierig war und seine Wahl Grund für einen weiteren Krieg sein würde. Er entschied deshalb, sich am 11. November 1648 zurückzuziehen. Zum Ausgleich erhielt er das Herzogtum Oppeln und Ratibor wie auch zwei Klöster.
Am 17. November wurde Johann II. Kasimir zum neuen König von Polen und Großfürsten von Litauen gewählt. Drei Tage später unterzeichnete er die Pacta conventa, woraufhin Primas Maciej Łubieński die Nominierung bestätigte. Die Krönung fand am 17. Januar 1649 in der Wawel-Kathedrale statt.